# František Štajgr
František Štajgr (14. listopadu 1895, Bělkovice – 31. srpna 1972, Praha) byl český právník, někdejší soudce, později působil na právnických fakultách v Bratislavě a Praze. Spolu s Emilem Ottem a Václavem Horou je hlavním představitelem české vědy o civilním právu procesním. Jeho synem byl hudební režisér Československé televize František Štajgr mladší.

## Život a dílo

### Mládí, soudní kariéra a počátky akademického působení
Narodil se 14. listopadu 1895 do rodiny domkaře v Bělkovicích na Hané. Na jeho rodném domě je dnes umístěna jeho pamětní deska. Odmaturoval na olomouckém slovanském gymnáziu a záhy narukoval do rakousko-uherské armády. Na východní frontě byl roku 1915 zajat. Z ruského zajetí se vrátil až po vzniku Československa. Vystudoval Právnickou fakultu Univerzity Karlovy a následně absolvoval přípravou justiční praxi. Po složení justiční zkoušky byl jmenován soudcem u Krajského soudu v Trenčíně. Později byl přidělen k bratislavskému vrchnímu soudu, kde zastával funkci náměstka přednosty prezidia soudu.
Již při své soudcovské praxi se zabýval teorií civilního procesu a začal v tomto oboru také publikovat. Na počátku 30. let vyšlo několik jeho vědeckých článků. Jeho habilitační práce na téma Důkazní břemeno v civilním soudním sporu vyšla roku 1931 tiskem. V roce 1932 byl jmenován soukromým docentem Komenského univerzity v Bratislavě, a díky práci na téma Právo a skutečnosti v civilněprocesním revisním řízení byl roku 1935 jmenován mimořádným profesorem bratislavské právnické fakulty. Podle názoru Viktora Knappa František Štajgr náležel k největším osobnostem meziválečné bratislavské právnické fakulty, kterou – na rozdíl od jiných – nepovažoval jen za přestupní stanici na cestě k profesorské stolici na pražské právnické fakultě. František Štajgr k bratislavské právnické fakultě přilnul natolik, že se naučil výborně slovensky a ve slovenštině i přednášel, což bylo na tehdejší bratislavské fakultě ojedinělé.
Pro svou vědeckou činnost se František Štajgr připravil zevrubným studiem nejen zahraniční právní úpravy, ale i filozofie, sociologie, psychologie a logiky. Studium v Čechách a praxe na Slovensku mu usnadňovala orientaci ve dvoukolejném recipovaném právu rakousko-uherském. 
V Bratislavě přednášel občanské právo procesní do roku 1939. Po vyhlášení Slovenského štátu byl z bratislavské právnické fakulty rychle odejit, což jeho cestu nasměrovalo do Prahy, kde byl s platností od 15. března 1939 jmenován nástupcem na uvolněné profesorské stolici po  procesualistovi Václavu Horovi. Po uzavření vysokých škol německými okupanty v listopadu 1939 se uchýlil do rodných Bělkovic a využil nuceného volna k přípravě dalších prací. Pracoval jako učitel hry na housle v místní hudební škole. Zapojil se také do ilegální činnosti sociálně demokratické strany, která ho po osvobození prosadila do funkce předsedy Místního národního výboru v rodných Bělkovicích. Tuto funkci zastával do prosince roku 1945. Po únorovém převratu vstoupil roku 1948 do komunistické strany.

### Život a práce po druhé světové válce
V květnu 1945 byl jmenován řádným profesorem Právnické fakulty Karlovy univerzity, načež vyšly jím připravované monografie Vady v civilním řízení soudním a Zásady civilního řízení soudního. Stal se autorem monografie Konkursní právo. Podílel se na přípravě občanského soudního řádu z roku 1950. Po jeho přijetí se ve svých pracích zabýval teoretickými otázkami vyplynuvšími z nové právní úpravy (Materiální pravda v občanském soudním řízení, 1954) a organizoval práce na nových učebních pomůckách (Učebnice občanského práva procesního, 1955; samostatná učebnice Organizace justice a prokuratury). Dal podnět k vypracování rozsáhlého komentáře k novému občanskému soudnímu řádu, na jehož zpracování se sám činně podílel.
Ve svých pracích se také zabýval zásadou materiální pravdy a publikoval rovněž v cizojazyčných (ruských, francouzských, německých, maďarských i anglických) právnických časopisech. Publikoval také k tématu sovětského civilního procesu. Po přijetí dalšího – dosud platného – občanského soudního řádu, na jehož vzniku pracoval, se podílel na přípravě nového komentáře a vydal novou celostátní učebnici Občanské právo procesní.
Od roku 1950 zastával funkci proděkana Právnické fakulty Univerzity Karlovy. V letech 1950–1964 byl vedoucím katedry občanského práva procesního Právnické fakulty Univerzity Karlovy. Když se tato katedra po odchodu Viktora Knappa sloučila roku 1964 s katedrou občanského a rodinného práva, stal se vedoucím nově vzniklé katedry občanského práva až do roku 1969. Po smrti Ferdinanda Boury byl jmenován do funkce děkana Právnické fakulty Univerzity Karlovy.
Od roku 1954 byl členem Státní komise pro vědecké hodnosti, díky čemuž mohl redigovat zákon o udělování vědeckých hodností a o Státní komisi pro vědecké hodnosti, vč. prováděcí vyhlášky k tomuto zákonu. Na základě této jeho práce vznikla pod jeho vedením publikace Vědecké hodnosti a vědečtí pracovníci. V roce 1965 byl jmenován předsedou komise pro přípravu nového zákona o vysokých školách. V roce 1955 se stal korespondentem ČSAV, kde byl v letech 1964 až 1966 předsedou vědeckého kolegia věd o státu a právu. Byl předsedou redakční rady časopisu Acta Universitatis Carolinae – Iuridica.
Za vynikající pedagogickou a vědeckou činnost mu byl udělen Řád práce a zlatá medaile Univerzity Karlovy a Univerzity Komenského. Poslední jeho velkou knihou se roku 1967 stala publikace Československé mezinárodní civilní právo procesní. Roku 1969 odešel do penze.
Pro právní praxi vypracoval řadu odborných posudků a vyjádření k judikatuře československých soudců. Působil také jako rozhodce u Rozhodčího soudu Československé obchodní komory.